# Roter See (Kaufunger Wald)
Der Rote See ist ein etwa 0,7 ha großer Tagebaurestsee im Kaufunger Wald. Er liegt in der Gemarkung von Dohrenbach, einem Stadtteil von Witzenhausen, im nordhessischen Werra-Meißner-Kreis und ist als Naturdenkmal ausgewiesen.

## Geographie

### Lage
Der Rote See liegt im Geo-Naturpark Frau-Holle-Land (Werratal.Meißner.Kaufunger Wald) etwa 3,5 km südsüdwestlich von Dohrenbach und 3 km nordöstlich der Kernstadt von Großalmerode. Er befindet sich 570 m nordnordwestlich des Langenberggipfels (565 m ü. NHN) und 730 m südöstlich der Großen Kappe (ca. 572,5 m), eines östlichen Sporns des Bilsteins (641,2 m). In seiner Nähe entspringen ein Quellbach des Fahrenbachs I und die Quellbäche des Fahrenbachs II, die beide Gelster-Zuflüsse sind.
Der See befindet sich im Fauna-Flora-Habitat-Gebiet Werra- und Wehretal (FFH-Nr. 4825-302).

### Naturräumliche Zuordnung
Der Rote See gehört in der naturräumlichen Haupteinheitengruppe Osthessisches Bergland (35), in der Haupteinheit Fulda-Werra-Bergland (357) und in der Untereinheit Kaufunger Wald und Söhre (357.7) zum Naturraum Kaufunger Wald-Hochfläche (Vorderer Kaufunger Wald) (357.71). Die Landschaft fällt nach Norden in den Naturraum Hinterer Kaufunger Wald (357.72) ab.

## Der See
Der Rote See hat eine Ausdehnung von rund 110 m in Ost-West-Richtung und 70 m in Nord-Süd-Richtung. Seine Oberfläche liegt auf zirka 520 m Höhe und ist von bis zu 30 m hohen, senkrecht abfallenden Felswänden aus vulkanischen Basalt- und Tuffgesteinen umgeben. Er entstand durch das allmähliche Volllaufen eines im Jahre 1914 aufgegebenen Basaltsteinbruchs am sogenannten „Hesselbühl“, einer Basaltkuppe auf einem nordwestlichen Sporn des Langenbergs, wo das Basaltwerk Hesselbühl-Kaufungen ab 1898 ein großes Lager prächtigen Säulenbasalts abbaute. Der Basalt wurde mit einer Schmalspurbahn über Carmshausen nach Witzenhausen transportiert und dort für den Straßen- und Eisenbahnbau verladen.
Der See erhielt seinen Namen wegen der ursprünglich intensiv ziegelroten Färbung seines Wassers, die bis etwa 1940 zu beobachten war und eine Attraktion darstellte. Sie wurde durch im Wasser gelöste Eisenoxidteilchen aus dem Buntsandstein im angrenzenden Sandsteingebiet verursacht, die an Tonpartikeln im eindringenden Grund- und Sickerwasser hafteten. Für Aquarellmaler bot der kleine See mit dem roten Wasser, den schwarzen Basaltwänden und im Sommer der Umrahmung durch grünen Wald ein farbenreiches Motiv. Es heißt, der See habe seine rote Farbe vermutlich durch einen Blitzschlag verloren, der zur Entladung der im Wasser schwebenden und gleichsinnig geladenen Kolloide geführt haben könnte. Die einstige Rotfärbung ist nur noch auf alten, kolorierten Ansichtskarten erhalten.

## Wandern
Die beiden Fernwanderwege Frau-Holle-Pfad und Herkulesweg sowie der Rundwanderweg Premiumweg P14 Bilstein, die alle drei vom mit dem Aussichtsturm Bilsteinturm und der daran angegliederten kleinen Gastronomie (Bilsteinhütte) bis zum Roten See gemeinsam verlaufen, führen am Südufer des Sees vorbei und teilen sich dann dort wieder. Der Frau-Holle-Pfad führt danach in allgemein südöstlicher Richtung nach Trubenhausen im Tal der Gelster, der Herkulesweg nordostwärts bergab nach Hundelshausen an der Gelster, und der Premiumweg P14 nach Süden in Richtung Großalmerode.
Von der Terrasse des einstigen „Forsthauses Roter See“ (544 m ⊙) über der südlichen Steilwand des ehemaligen Steinbruchs hat man eine ausgezeichnete Fernsicht ins Werratal. Im alten Forsthaus befand sich einst eine Waldgaststätte, ein beliebtes Ausflugslokal.

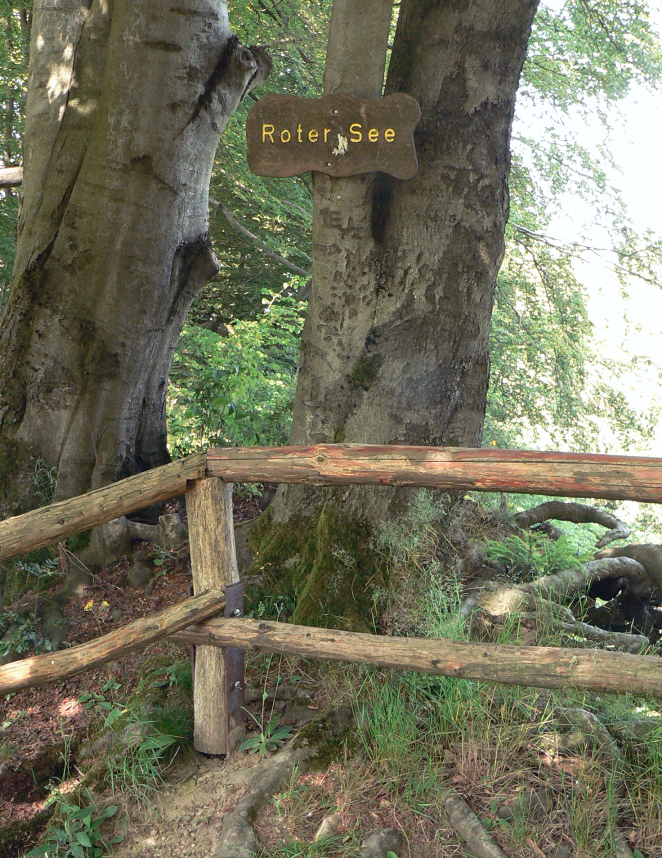
Aussichtsplattform oberhalb des Sees
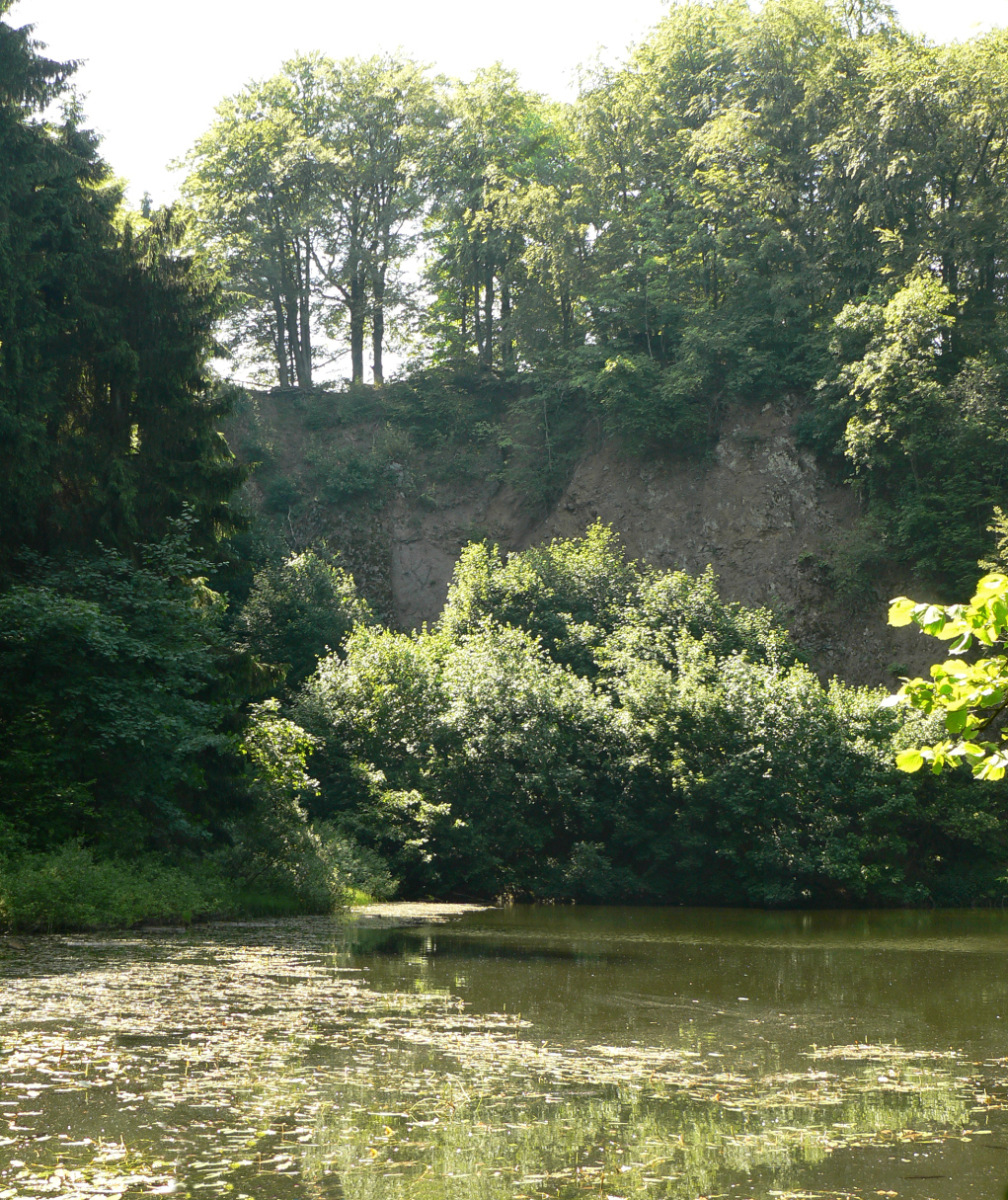
Blick vom See auf die Felswände
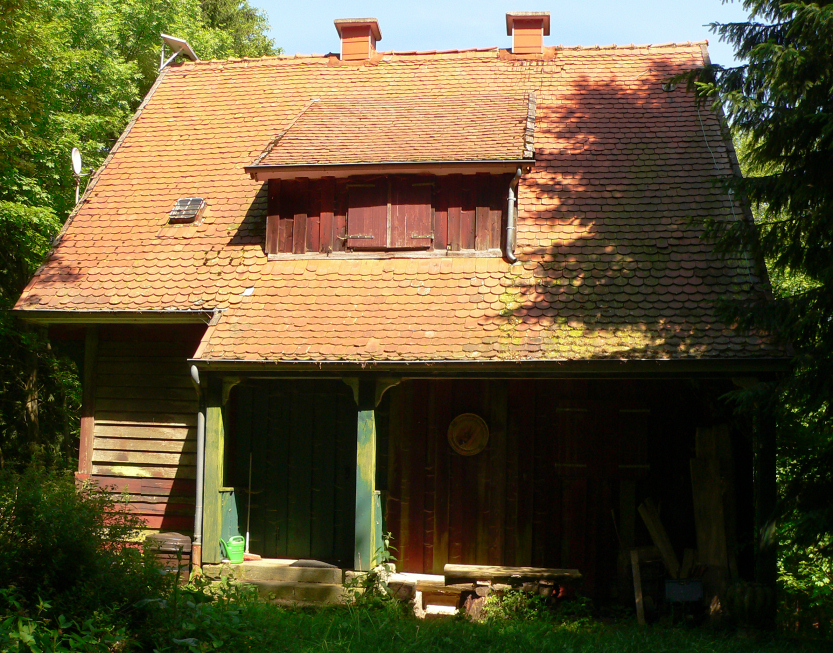
Jagdhütte und einstige Waldgaststätte oberhalb des Sees